# Paralauterborniella nigrohalterale
Paralauterborniella nigrohalterale är en tvåvingeart som först beskrevs av Malloch 1915.  Paralauterborniella nigrohalterale ingår i släktet Paralauterborniella och familjen fjädermyggor. Inga underarter finns listade i Catalogue of Life.